# 1970-es labdarúgó-világbajnokság-selejtező (UEFA)
Az 1970-es labdarúgó-világbajnokság selejtezőjének UEFA-zónájában összesen 33 nemzet harcolhatta ki a világbajnoki részvételt. Anglia címvédőként automatikusan kijutott a világbajnokságra, Albánia nevezését nem fogadta el a FIFA, míg Izland és Málta nem indult el a sorozatban, így a fennmaradó 8 helyért 29 ország válogatottja versenyzett. Az európai zóna összesen 9 helyet kapott a 16-os mezőnyben. 
A 29 csapatot nyolc csoportba sorolták, három darab 3 csapatos és öt darab 4 csapatos csoportba. A csapatok egymás ellen oda-visszavágós alapon, hazai pályán és idegenben egyaránt megmérkőztek. A csoportgyőztesek kijutottak az 1970-es világbajnokságra. 

## Kiemelés
A sorsolást 1968. február 1-jén tartották Casablancában. A 29 válogatott az erőviszonyok alapján négy kalapba került. Az A kalapba kerültek az 1966-os vb-n szerepelt csapatok és Svájc volt az egyedüli vb résztvevő, mely a B kalapba került.
| A kalap                                                                                                   | B kalap                                                                                        | C kalap                                                                                    | D kalap                                                 |
| --- | ---------------------------------------------------------------------------------------------- | ------------------------------------------------------------------------------------------ | ------------------------------------------------------- |
| Bulgária · Franciaország · Magyarország · Olaszország · Portugália · Szovjetunió · Spanyolország · NSZK · | Csehszlovákia · NDK · Hollandia · Észak-Írország · Skócia · Svédország · Svájc · Jugoszlávia · | Ausztria · Belgium · Írország · Norvégia · Lengyelország · Románia · Törökország · Wales · | Ciprus · Dánia · Finnország · Görögország · Luxemburg · |

### Összegezve
| 1. csoport           | 2. csoport         | 3. csoport    | 4. csoport       | 5. csoport      | 6. csoport                   | 7. csoport          | 8. csoport              |
| -------------------- | ------------------ | ------------- | ---------------- | --------------- | ---------------------------- | ------------------- | ----------------------- |
| · Románia            | · Magyarország     | · Olaszország | · Szovjetunió    | · Svédország    | · Belgium                    | · NSZK              | · Bulgária              |
| · Görögország        | · Csehszlovákia    | · NDK         | · Észak-Írország | · Franciaország | · Jugoszlávia                | · Skócia            | · Lengyelország         |
| · Svájc · Portugália | · Dánia · Írország | · Wales       | · Törökország    | · Norvégia      | · Spanyolország · Finnország | · Ausztria · Ciprus | · Hollandia · Luxemburg |

## Csoportok

### 1. csoport
| Hely. | Csapat      | M | Gy | D | V | G+ | G– | Gk | P | Továbbjutás                          |     | Románia | Görögország | Svájc | Portugália |
| ----- | ----------- | - | -- | - | - | -- | -- | -- | - | ------------------------------------ | --- | ------- | ----------- | ----- | ---------- |
| 1.    | Románia     | 6 | 3  | 2 | 1 | 7  | 6  | +1 | 8 | Kijutott az 1970-es világbajnokságra |     | —       | 1–1         | 2–0   | 1–0        |
| 2.    | Görögország | 6 | 2  | 3 | 1 | 13 | 9  | +4 | 7 |                                      |     | 2–2     | —           | 4–1   | 4–2        |
| 3.    | Svájc       | 6 | 2  | 1 | 3 | 5  | 8  | −3 | 5 |                                      | 0–1 | 1–0     | —           | 1–1   |            |
| 4.    | Portugália  | 6 | 1  | 2 | 3 | 8  | 10 | −2 | 4 |                                      | 3–0 | 2–2     | 0–2         | —     |            |

### 2. csoport
| Hely. | Csapat        | M | Gy | D | V | G+ | G– | Gk  | P | Továbbjutás  |     | Magyarország | Csehszlovákia | Dánia | Írország |
| ----- | ------------- | - | -- | - | - | -- | -- | --- | - | ------------ | --- | ------------ | ------------- | ----- | -------- |
| 1.    | Magyarország  | 6 | 4  | 1 | 1 | 16 | 7  | +9  | 9 | Pótselejtező |     | —            | 2–0           | 3–0   | 4–0      |
| 2.    | Csehszlovákia | 6 | 4  | 1 | 1 | 12 | 6  | +6  | 9 | Pótselejtező |     | 3–3          | —             | 1–0   | 3–0      |
| 3.    | Dánia         | 6 | 2  | 1 | 3 | 6  | 10 | −4  | 5 |              |     | 3–2          | 0–3           | —     | 2–0      |
| 4.    | Írország      | 6 | 0  | 1 | 5 | 3  | 14 | −11 | 1 |              | 1–2 | 1–2          | 1–1           | —     |          |

### 3. csoport
| Hely. | Csapat      | M | Gy | D | V | G+ | G– | Gk | P | Továbbjutás                          |     | Olaszország | Német Demokratikus Köztársaság | Wales |
| ----- | ----------- | - | -- | - | - | -- | -- | -- | - | ------------------------------------ | --- | ----------- | ------------------------------ | ----- |
| 1.    | Olaszország | 4 | 3  | 1 | 0 | 10 | 3  | +7 | 7 | Kijutott az 1970-es világbajnokságra |     | —           | 3–0                            | 4–1   |
| 2.    | NDK         | 4 | 2  | 1 | 1 | 7  | 7  | 0  | 5 |                                      |     | 2–2         | —                              | 2–1   |
| 3.    | Wales       | 4 | 0  | 0 | 4 | 3  | 10 | −7 | 0 |                                      | 0–1 | 1–3         | —                              |       |

### 4. csoport
| Hely. | Csapat         | M | Gy | D | V | G+ | G– | Gk  | P | Továbbjutás                          |     | Szovjetunió | Észak-Írország | Törökország |
| ----- | -------------- | - | -- | - | - | -- | -- | --- | - | ------------------------------------ | --- | ----------- | -------------- | ----------- |
| 1.    | Szovjetunió    | 4 | 3  | 1 | 0 | 8  | 1  | +7  | 7 | Kijutott az 1970-es világbajnokságra |     | —           | 2–0            | 3–0         |
| 2.    | Észak-Írország | 4 | 2  | 1 | 1 | 7  | 3  | +4  | 5 |                                      |     | 0–0         | —              | 4–1         |
| 3.    | Törökország    | 4 | 0  | 0 | 4 | 2  | 13 | −11 | 0 |                                      | 1–3 | 0–3         | —              |             |

### 5. csoport
| Hely. | Csapat        | M | Gy | D | V | G+ | G– | Gk | P | Továbbjutás                          |     | Svédország | Franciaország | Norvégia |
| ----- | ------------- | - | -- | - | - | -- | -- | -- | - | ------------------------------------ | --- | ---------- | ------------- | -------- |
| 1.    | Svédország    | 4 | 3  | 0 | 1 | 12 | 5  | +7 | 6 | Kijutott az 1970-es világbajnokságra |     | —          | 2–0           | 5–0      |
| 2.    | Franciaország | 4 | 2  | 0 | 2 | 6  | 4  | +2 | 4 |                                      |     | 3–0        | —             | 0–1      |
| 3.    | Norvégia      | 4 | 1  | 0 | 3 | 4  | 13 | −9 | 2 |                                      | 2–5 | 1–3        | —             |          |

### 6. csoport
| Hely. | Csapat        | M | Gy | D | V | G+ | G– | Gk  | P | Továbbjutás                          |     | Belgium | Jugoszlávia | Spanyolország | Finnország |
| ----- | ------------- | - | -- | - | - | -- | -- | --- | - | ------------------------------------ | --- | ------- | ----------- | ------------- | ---------- |
| 1.    | Belgium       | 6 | 4  | 1 | 1 | 14 | 8  | +6  | 9 | Kijutott az 1970-es világbajnokságra |     | —       | 3–0         | 2–1           | 6–1        |
| 2.    | Jugoszlávia   | 6 | 3  | 1 | 2 | 19 | 7  | +12 | 7 |                                      |     | 4–0     | —           | 0–0           | 9–1        |
| 3.    | Spanyolország | 6 | 2  | 2 | 2 | 10 | 6  | +4  | 6 |                                      | 1–1 | 2–1     | —           | 6–0           |            |
| 4.    | Finnország    | 6 | 1  | 0 | 5 | 6  | 28 | −22 | 2 |                                      | 1–2 | 1–5     | 2–0         | —             |            |

### 7. csoport
| Hely. | Csapat   | M | Gy | D | V | G+ | G– | Gk  | P  | Továbbjutás                          |     | Nyugat-Németország | Skócia | Ausztria | Ciprusi Köztársaság |
| ----- | -------- | - | -- | - | - | -- | -- | --- | -- | ------------------------------------ | --- | ------------------ | ------ | -------- | ------------------- |
| 1.    | NSZK     | 6 | 5  | 1 | 0 | 20 | 3  | +17 | 11 | Kijutott az 1970-es világbajnokságra |     | —                  | 3–2    | 1–0      | 12–0                |
| 2.    | Skócia   | 6 | 3  | 1 | 2 | 18 | 7  | +11 | 7  |                                      |     | 1–1                | —      | 2–1      | 8–0                 |
| 3.    | Ausztria | 6 | 3  | 0 | 3 | 12 | 7  | +5  | 6  |                                      | 0–2 | 2–0                | —      | 7–1      |                     |
| 4.    | Ciprus   | 6 | 0  | 0 | 6 | 2  | 35 | −33 | 0  |                                      | 0–1 | 0–5                | 1–2    | —        |                     |

### 8. csoport
| Hely. | Csapat        | M | Gy | D | V | G+ | G– | Gk  | P | Továbbjutás                          |     | Bulgária | Lengyelország | Hollandia | Luxemburg |
| ----- | ------------- | - | -- | - | - | -- | -- | --- | - | ------------------------------------ | --- | -------- | ------------- | --------- | --------- |
| 1.    | Bulgária      | 6 | 4  | 1 | 1 | 12 | 7  | +5  | 9 | Kijutott az 1970-es világbajnokságra |     | —        | 4–1           | 2–0       | 2–1       |
| 2.    | Lengyelország | 6 | 4  | 0 | 2 | 19 | 8  | +11 | 8 |                                      |     | 3–0      | —             | 2–1       | 8–1       |
| 3.    | Hollandia     | 6 | 3  | 1 | 2 | 9  | 5  | +4  | 7 |                                      | 1–1 | 1–0      | —             | 2–0       |           |
| 4.    | Luxemburg     | 6 | 0  | 0 | 6 | 4  | 24 | −20 | 0 |                                      | 1–3 | 1–5      | 0–4           | —         |           |

## Kijutott csapatok
Az alábbi kilenc csapat jutott ki az UEFA-zónából az 1970-es labdarúgó-világbajnokságra.
| Csapat        | Kijutás             | Kijutás dátuma     | Korábbi részvételek a világbajnokságon1  |
| ------------- | ------------------- | ------------------ | ---------------------------------------- |
| Anglia        | Címvédő             | 1966. július 30.   | 5 (1950, 1954, 1958, 1962, 1966)         |
| Románia       | 1. csoport győztese | 1969. november 16. | 3 (1930, 1934, 1938)                     |
| Csehszlovákia | 2. csoport győztese | 1969. december 3.  | 5 (1934, 1938, 1954, 1958, 1962)         |
| Olaszország   | 3. csoport győztese | 1969. november 22. | 6 (1934, 1938, 1950, 1954, 1962, 1966)   |
| Szovjetunió   | 4. csoport győztese | 1969. október 22.  | 3 (1958, 1962, 1966)                     |
| Svédország    | 5. csoport győztese | 1969. október 15.  | 4 (1934, 1938, 1950, 1958)               |
| Belgium       | 6. csoport győztese | 1969. április 30.  | 4 (1930, 1934, 1938, 1954)               |
| NSZK          | 7. csoport győztese | 1969. október 22.  | 6 (19342, 19382, 1954, 1958, 1962, 1966) |
| Bulgária      | 8. csoport győztese | 1969. december 7.  | 2 (1962, 1966)                           |

1 Félkövérrel az adott év világbajnokai vannak jelölve. Dőlt betűvel az adott év rendezői kerültek feltüntetésre.
2 Németország néven.